# Sheet Hill
Sheet Hill est un hameau du District de Tonbridge et Malling (borough) , dans le comté du Kent.
Il est près de la grande ville de Sevenoaks et les villages de Borough Green, Plaxtol et Ightham et les hameaux de Yopps Green et Claygate Cross.